# Rostec
La Rostec (in russo Ростех?, Rostech) è una holding statale con sede a Mosca, specializzata nel consolidamento di aziende nazionali strategicamente importanti, soprattutto nel settore della difesa e dell'alta tecnologia. Il nome ufficiale completo è in russo Государственная корпорация по содействию разработке, производству и экспорту высокотехнологичной промышленной продукции «Ростех»? (Società statale per l'assistenza allo sviluppo, alla produzione e all'esportazione di prodotti industriali di tecnologia avanzata «Rostech»). 
Fondata nel 2007 dal presidente Vladimir Putin, la società comprende circa 700 imprese russe, che insieme formano 14 holding con beni dislocati in più di 70 Paesi.

## Storia
Con la firma della legge federale n. 270 del 23 novembre 2007, Vladimir Putin costituì ufficialmente una società statale denominata Rostechnologii (in russo Ростехнологии?).
Più tardi, il 10 luglio 2008, il neoeletto presidente Dmitrij Medvedev sottoscrisse un decreto che trasferiva la proprietà di 443 imprese in difficoltà economica a Rostekhnologii. Tra tali società, il 30% era in condizioni di pre-crisi o di crisi, il 28% in procedura fallimentare, il 17% privo di attività commerciali, e 27% aveva perso parte dei propri beni o a rischio di farlo, con un debito totale complessivo di 630 miliardi di rubli.
In seguito all'acquisizione, vennero realizzate riforme strutturali che hanno aiutato le suddette imprese ad uscire dalle situazioni di difficoltà finanziaria tramite un aumento del 20%-30% della crescita della produzione.
Il 21 dicembre 2012, Rostekhnologii ha cambiato il suo nome in Rostec per assumere un aspetto più globale.

## Sanzioni internazionali
Il 16 luglio 2014, a seguito dell'intervento russo in Ucraina e dell'annessione russa della Crimea, Rostec è stata una delle società sanzionate dall'amministrazione Obama e dall'Unione europea. In conseguenza di ciò, l'accesso di Rostec al mercato statunitense è al momento limitato.